# Hype Aura
Hype Aura è il primo album in studio del duo musicale italiano Coma Cose, pubblicato nel 2019, prodotto dai Mamakass.

## Descrizione
Il titolo del disco è un gioco di parole che può essere letto in italiano come "hai paura" e che contiene anche la parola inglese "hype", ad indicare l'attesa.

## Tracce
Testi di Fausto Zanardelli, Francesca Mesiano, musiche di Fausto Zanardelli, Fabio Dalè, Carlo Frigerio.
1. Granata – 3:11
2. Mancarsi – 3:49
3. Beach Boys distorti – 3:07
4. Via Gola – 4:08
5. A lametta – 3:39
6. S. Sebastiano – 3:08
7. Mariachidi – 3:39
8. Squali – 2:32
9. Intro – 2:22